# Liste des planètes mineures (739001-740000)
Voici la liste des planètes mineures numérotées de 739001 à 740000. Les planètes mineures sont numérotées lorsque leur orbite est confirmée, ce qui peut parfois se produire longtemps après leur découverte. Elles sont classées ici par leur numéro.

## Planètes mineures 739001 à 740000
- (739001) 2017 DG117
- (739002) 2017 DW117
- (739003) 2017 DG118
- (739004) 2017 DV118
- (739005) 2017 DE120
- (739006) 2017 DS120
- (739007) 2017 DD123
- (739008) 2017 DP130
- (739009) 2017 DT130
- (739010) 2017 DG132
- (739011) 2017 DU141
- (739012) 2017 DB147
- (739013) 2017 DC155
- (739014) 2017 EV7
- (739015) 2017 EZ8
- (739016) 2017 EA9
- (739017) 2017 EG10
- (739018) 2017 EL10
- (739019) 2017 ED11
- (739020) 2017 ED12
- (739021) 2017 EX12
- (739022) 2017 EX13
- (739023) 2017 ES14
- (739024) 2017 EW14
- (739025) 2017 EY14
- (739026) 2017 EA15
- (739027) 2017 ET15
- (739028) 2017 EW16
- (739029) 2017 ED17
- (739030) 2017 EG17
- (739031) 2017 EZ17
- (739032) 2017 EK19
- (739033) 2017 ET19
- (739034) 2017 EK20
- (739035) 2017 EU20
- (739036) 2017 EY21
- (739037) 2017 EF22
- (739038) 2017 EL22
- (739039) 2017 EY22
- (739040) 2017 EY23
- (739041) 2017 EX24
- (739042) 2017 EV28
- (739043) 2017 EJ31
- (739044) 2017 FP3
- (739045) 2017 FX3
- (739046) 2017 FG5
- (739047) 2017 FU5
- (739048) 2017 FA7
- (739049) 2017 FW7
- (739050) 2017 FM9
- (739051) 2017 FC10
- (739052) 2017 FD10
- (739053) 2017 FL10
- (739054) 2017 FV13
- (739055) 2017 FB14
- (739056) 2017 FO14
- (739057) 2017 FS15
- (739058) 2017 FT16
- (739059) 2017 FT19
- (739060) 2017 FW19
- (739061) 2017 FM24
- (739062) 2017 FH25
- (739063) 2017 FJ25
- (739064) 2017 FR26
- (739065) 2017 FT26
- (739066) 2017 FS27
- (739067) 2017 FN28
- (739068) 2017 FY28
- (739069) 2017 FD29
- (739070) 2017 FT30
- (739071) 2017 FD31
- (739072) 2017 FA32
- (739073) 2017 FL33
- (739074) 2017 FN33
- (739075) 2017 FX36
- (739076) 2017 FO38
- (739077) 2017 FL39
- (739078) 2017 FO41
- (739079) 2017 FG42
- (739080) 2017 FY42
- (739081) 2017 FB43
- (739082) 2017 FD43
- (739083) 2017 FO43
- (739084) 2017 FE44
- (739085) 2017 FF44
- (739086) 2017 FH44
- (739087) 2017 FT45
- (739088) 2017 FV45
- (739089) 2017 FS46
- (739090) 2017 FR47
- (739091) 2017 FV48
- (739092) 2017 FJ50
- (739093) 2017 FL50
- (739094) 2017 FU50
- (739095) 2017 FH52
- (739096) 2017 FL53
- (739097) 2017 FV55
- (739098) 2017 FN56
- (739099) 2017 FJ60
- (739100) 2017 FT60
- (739101) 2017 FP65
- (739102) 2017 FQ65
- (739103) 2017 FB66
- (739104) 2017 FB68
- (739105) 2017 FK69
- (739106) 2017 FN69
- (739107) 2017 FR69
- (739108) 2017 FZ69
- (739109) 2017 FP70
- (739110) 2017 FQ71
- (739111) 2017 FD74
- (739112) 2017 FO77
- (739113) 2017 FF80
- (739114) 2017 FJ81
- (739115) 2017 FX81
- (739116) 2017 FT82
- (739117) 2017 FY82
- (739118) 2017 FK84
- (739119) 2017 FB85
- (739120) 2017 FA87
- (739121) 2017 FW87
- (739122) 2017 FQ88
- (739123) 2017 FB89
- (739124) 2017 FK92
- (739125) 2017 FS92
- (739126) 2017 FF93
- (739127) 2017 FJ93
- (739128) 2017 FE94
- (739129) 2017 FP94
- (739130) 2017 FQ95
- (739131) 2017 FY95
- (739132) 2017 FF97
- (739133) 2017 FR97
- (739134) 2017 FS99
- (739135) 2017 FX99
- (739136) 2017 FO100
- (739137) 2017 FV100
- (739138) 2017 FK103
- (739139) 2017 FN103
- (739140) 2017 FF104
- (739141) 2017 FL104
- (739142) 2017 FG105
- (739143) 2017 FV105
- (739144) 2017 FU107
- (739145) 2017 FG108
- (739146) 2017 FW108
- (739147) 2017 FV110
- (739148) 2017 FS112
- (739149) 2017 FG113
- (739150) 2017 FQ113
- (739151) 2017 FY114
- (739152) 2017 FB115
- (739153) 2017 FW116
- (739154) 2017 FA118
- (739155) 2017 FP118
- (739156) 2017 FN119
- (739157) 2017 FZ119
- (739158) 2017 FS120
- (739159) 2017 FT120
- (739160) 2017 FY120
- (739161) 2017 FD122
- (739162) 2017 FR122
- (739163) 2017 FN123
- (739164) 2017 FU123
- (739165) 2017 FZ126
- (739166) 2017 FH129
- (739167) 2017 FQ129
- (739168) 2017 FL130
- (739169) 2017 FV131
- (739170) 2017 FH132
- (739171) 2017 FD134
- (739172) 2017 FH138
- (739173) 2017 FV140
- (739174) 2017 FL141
- (739175) 2017 FS141
- (739176) 2017 FQ142
- (739177) 2017 FV142
- (739178) 2017 FG143
- (739179) 2017 FJ143
- (739180) 2017 FM143
- (739181) 2017 FY143
- (739182) 2017 FZ143
- (739183) 2017 FG146
- (739184) 2017 FW146
- (739185) 2017 FX146
- (739186) 2017 FQ149
- (739187) 2017 FJ150
- (739188) 2017 FJ151
- (739189) 2017 FX151
- (739190) 2017 FS157
- (739191) 2017 FD158
- (739192) 2017 FH158
- (739193) 2017 FM159
- (739194) 2017 FN159
- (739195) 2017 FU159
- (739196) 2017 FX159
- (739197) 2017 FK173
- (739198) 2017 FJ174
- (739199) 2017 FL174
- (739200) 2017 FF178
- (739201) 2017 FJ180
- (739202) 2017 FX181
- (739203) 2017 FY181
- (739204) 2017 GN1
- (739205) 2017 GD2
- (739206) 2017 GK2
- (739207) 2017 GL2
- (739208) 2017 GX3
- (739209) 2017 GR7
- (739210) 2017 GQ10
- (739211) 2017 GF14
- (739212) 2017 GK17
- (739213) 2017 GK19
- (739214) 2017 GJ26
- (739215) 2017 GE32
- (739216) 2017 HO5
- (739217) 2017 HQ6
- (739218) 2017 HX6
- (739219) 2017 HS7
- (739220) 2017 HT7
- (739221) 2017 HK8
- (739222) 2017 HY9
- (739223) 2017 HW10
- (739224) 2017 HL12
- (739225) 2017 HM13
- (739226) 2017 HZ13
- (739227) 2017 HJ14
- (739228) 2017 HO14
- (739229) 2017 HF16
- (739230) 2017 HZ16
- (739231) 2017 HE19
- (739232) 2017 HH19
- (739233) 2017 HT19
- (739234) 2017 HJ30
- (739235) 2017 HK31
- (739236) 2017 HR33
- (739237) 2017 HD34
- (739238) 2017 HS34
- (739239) 2017 HT36
- (739240) 2017 HH41
- (739241) 2017 HM41
- (739242) 2017 HM42
- (739243) 2017 HZ42
- (739244) 2017 HZ43
- (739245) 2017 HB44
- (739246) 2017 HT44
- (739247) 2017 HV44
- (739248) 2017 HO45
- (739249) 2017 HW45
- (739250) 2017 HD48
- (739251) 2017 HE48
- (739252) 2017 HH51
- (739253) 2017 HU61
- (739254) 2017 HR70
- (739255) 2017 HD73
- (739256) 2017 HJ74
- (739257) 2017 HS76
- (739258) 2017 HP79
- (739259) 2017 JA1
- (739260) 2017 JM1
- (739261) 2017 JW3
- (739262) 2017 JF4
- (739263) 2017 JW4
- (739264) 2017 JF5
- (739265) 2017 JX7
- (739266) 2017 JK10
- (739267) 2017 KZ
- (739268) 2017 KF1
- (739269) 2017 KA2
- (739270) 2017 KQ5
- (739271) 2017 KG6
- (739272) 2017 KK6
- (739273) 2017 KJ7
- (739274) 2017 KL7
- (739275) 2017 KY9
- (739276) 2017 KF10
- (739277) 2017 KM14
- (739278) 2017 KZ14
- (739279) 2017 KL15
- (739280) 2017 KD16
- (739281) 2017 KX16
- (739282) 2017 KZ16
- (739283) 2017 KL17
- (739284) 2017 KU18
- (739285) 2017 KA20
- (739286) 2017 KC20
- (739287) 2017 KS20
- (739288) 2017 KU20
- (739289) 2017 KB21
- (739290) 2017 KF21
- (739291) 2017 KQ21
- (739292) 2017 KZ23
- (739293) 2017 KH24
- (739294) 2017 KC26
- (739295) 2017 KG26
- (739296) 2017 KP28
- (739297) 2017 KF33
- (739298) 2017 KL36
- (739299) 2017 KG37
- (739300) 2017 LR
- (739301) 2017 MZ14
- (739302) 2017 MZ22
- (739303) 2017 NT
- (739304) 2017 NH5
- (739305) 2017 NU12
- (739306) 2017 NW27
- (739307) 2017 OU1
- (739308) 2017 OB2
- (739309) 2017 OZ5
- (739310) 2017 OB7
- (739311) 2017 OM9
- (739312) 2017 OP9
- (739313) 2017 OV11
- (739314) 2017 OR13
- (739315) 2017 OE17
- (739316) 2017 OB18
- (739317) 2017 OV20
- (739318) 2017 OV22
- (739319) 2017 OD26
- (739320) 2017 OC30
- (739321) 2017 OV32
- (739322) 2017 OZ32
- (739323) 2017 OE34
- (739324) 2017 OS35
- (739325) 2017 OU35
- (739326) 2017 OL38
- (739327) 2017 OH41
- (739328) 2017 OA42
- (739329) 2017 OH43
- (739330) 2017 OP45
- (739331) 2017 OZ52
- (739332) 2017 OB57
- (739333) 2017 OL58
- (739334) 2017 OH59
- (739335) 2017 OB61
- (739336) 2017 OJ66
- (739337) 2017 OT66
- (739338) 2017 OW66
- (739339) 2017 OZ88
- (739340) 2017 OF89
- (739341) 2017 OK89
- (739342) 2017 OX104
- (739343) 2017 OF134
- (739344) 2017 PK16
- (739345) 2017 PS21
- (739346) 2017 PP22
- (739347) 2017 PE25
- (739348) 2017 PP30
- (739349) 2017 PF31
- (739350) 2017 PT31
- (739351) 2017 PD32
- (739352) 2017 PF34
- (739353) 2017 PW34
- (739354) 2017 PS37
- (739355) 2017 PK41
- (739356) 2017 PP41
- (739357) 2017 QU
- (739358) 2017 QW
- (739359) 2017 QL4
- (739360) 2017 QB5
- (739361) 2017 QT5
- (739362) 2017 QK14
- (739363) 2017 QM15
- (739364) 2017 QS18
- (739365) 2017 QA30
- (739366) 2017 QL34
- (739367) 2017 QA38
- (739368) 2017 QU44
- (739369) 2017 QE50
- (739370) 2017 QC51
- (739371) 2017 QW55
- (739372) 2017 QR56
- (739373) 2017 QV56
- (739374) 2017 QW56
- (739375) 2017 QA57
- (739376) 2017 QD59
- (739377) 2017 QR62
- (739378) 2017 QQ65
- (739379) 2017 QG92
- (739380) 2017 QR97
- (739381) 2017 QB98
- (739382) 2017 QZ115
- (739383) 2017 QT122
- (739384) 2017 QU133
- (739385) 2017 QM137
- (739386) 2017 QO143
- (739387) 2017 RZ19
- (739388) 2017 RV23
- (739389) 2017 RK24
- (739390) 2017 RA25
- (739391) 2017 RO28
- (739392) 2017 RW28
- (739393) 2017 RG29
- (739394) 2017 RK29
- (739395) 2017 RJ30
- (739396) 2017 RT30
- (739397) 2017 RC31
- (739398) 2017 RN31
- (739399) 2017 RY33
- (739400) 2017 RR39
- (739401) 2017 RR47
- (739402) 2017 RV49
- (739403) 2017 RZ61
- (739404) 2017 RV63
- (739405) 2017 RD73
- (739406) 2017 RM73
- (739407) 2017 RO75
- (739408) 2017 RU76
- (739409) 2017 RW86
- (739410) 2017 RP88
- (739411) 2017 RJ90
- (739412) 2017 RA92
- (739413) 2017 RZ94
- (739414) 2017 RD103
- (739415) 2017 RN104
- (739416) 2017 RU105
- (739417) 2017 RM106
- (739418) 2017 RQ107
- (739419) 2017 RD123
- (739420) 2017 SZ7
- (739421) 2017 SA8
- (739422) 2017 SZ16
- (739423) 2017 SF22
- (739424) 2017 SM23
- (739425) 2017 SL24
- (739426) 2017 SH25
- (739427) 2017 SC29
- (739428) 2017 SO33
- (739429) 2017 SJ37
- (739430) 2017 SA38
- (739431) 2017 SC38
- (739432) 2017 ST40
- (739433) 2017 SC41
- (739434) 2017 ST46
- (739435) 2017 SM49
- (739436) 2017 SO50
- (739437) 2017 SM51
- (739438) 2017 ST52
- (739439) 2017 SC54
- (739440) 2017 SW54
- (739441) 2017 SS55
- (739442) 2017 SK57
- (739443) 2017 SE62
- (739444) 2017 SK62
- (739445) 2017 SP62
- (739446) 2017 SO64
- (739447) 2017 SE68
- (739448) 2017 SQ72
- (739449) 2017 SS72
- (739450) 2017 SD75
- (739451) 2017 SK77
- (739452) 2017 SX77
- (739453) 2017 SJ78
- (739454) 2017 SW82
- (739455) 2017 SO87
- (739456) 2017 SD90
- (739457) 2017 SA91
- (739458) 2017 SU96
- (739459) 2017 SD98
- (739460) 2017 SF98
- (739461) 2017 SZ100
- (739462) 2017 SR104
- (739463) 2017 SY104
- (739464) 2017 SA107
- (739465) 2017 SF107
- (739466) 2017 SZ107
- (739467) 2017 SA113
- (739468) 2017 SL116
- (739469) 2017 SK117
- (739470) 2017 SL118
- (739471) 2017 SV122
- (739472) 2017 SA125
- (739473) 2017 SK128
- (739474) 2017 SE130
- (739475) 2017 SY197
- (739476) 2017 SH198
- (739477) 2017 SH199
- (739478) 2017 SM199
- (739479) 2017 SC201
- (739480) 2017 SQ201
- (739481) 2017 SW204
- (739482) 2017 SG244
- (739483) 2017 SJ247
- (739484) 2017 SG262
- (739485) 2017 SD288
- (739486) 2017 TK8
- (739487) 2017 TE10
- (739488) 2017 TJ12
- (739489) 2017 TU12
- (739490) 2017 TX12
- (739491) 2017 TE26
- (739492) 2017 TE36
- (739493) 2017 TK37
- (739494) 2017 UH9
- (739495) 2017 UG12
- (739496) 2017 UX18
- (739497) 2017 UZ19
- (739498) 2017 UN21
- (739499) 2017 UP21
- (739500) 2017 UM30
- (739501) 2017 UD38
- (739502) 2017 UU39
- (739503) 2017 UV41
- (739504) 2017 UO45
- (739505) 2017 UN93
- (739506) 2017 UR94
- (739507) 2017 UB100
- (739508) 2017 UC136
- (739509) 2017 VO3
- (739510) 2017 VU4
- (739511) 2017 VP6
- (739512) 2017 VX10
- (739513) 2017 VA16
- (739514) 2017 VB16
- (739515) 2017 VA20
- (739516) 2017 VF25
- (739517) 2017 VL31
- (739518) 2017 VO31
- (739519) 2017 VO32
- (739520) 2017 VZ32
- (739521) 2017 VY33
- (739522) 2017 VD43
- (739523) 2017 VM44
- (739524) 2017 WG10
- (739525) 2017 WM12
- (739526) 2017 WQ21
- (739527) 2017 WR22
- (739528) 2017 WH43
- (739529) 2017 WL43
- (739530) 2017 WE44
- (739531) 2017 WO49
- (739532) 2017 WV71
- (739533) 2017 XL
- (739534) 2017 XW3
- (739535) 2017 XZ5
- (739536) 2017 XV11
- (739537) 2017 XN12
- (739538) 2017 XJ14
- (739539) 2017 XK15
- (739540) 2017 XA21
- (739541) 2017 XB26
- (739542) 2017 XS27
- (739543) 2017 XD29
- (739544) 2017 XJ31
- (739545) 2017 XQ36
- (739546) 2017 XW40
- (739547) 2017 XJ41
- (739548) 2017 XP41
- (739549) 2017 XA49
- (739550) 2017 XH54
- (739551) 2017 XJ54
- (739552) 2017 XJ56
- (739553) 2017 XM57
- (739554) 2017 XW58
- (739555) 2017 XC60
- (739556) 2017 XR62
- (739557) 2017 XT62
- (739558) 2017 XN70
- (739559) 2017 XQ71
- (739560) 2017 XL72
- (739561) 2017 XL73
- (739562) 2017 XS79
- (739563) 2017 XN83
- (739564) 2017 YM
- (739565) 2017 YF2
- (739566) 2017 YU2
- (739567) 2017 YV9
- (739568) 2017 YJ10
- (739569) 2017 YL12
- (739570) 2017 YP12
- (739571) 2017 YC13
- (739572) 2017 YP18
- (739573) 2017 YQ19
- (739574) 2017 YS24
- (739575) 2017 YK27
- (739576) 2017 YP28
- (739577) 2017 YD30
- (739578) 2017 YJ33
- (739579) 2017 YF41
- (739580) 2017 YE42
- (739581) 2017 YY59
- (739582) 2018 AK5
- (739583) 2018 AS5
- (739584) 2018 AO7
- (739585) 2018 AP7
- (739586) 2018 AH8
- (739587) 2018 AL8
- (739588) 2018 AP8
- (739589) 2018 AN9
- (739590) 2018 AM11
- (739591) 2018 AU13
- (739592) 2018 AF16
- (739593) 2018 AO17
- (739594) 2018 AU26
- (739595) 2018 AB27
- (739596) 2018 AC27
- (739597) 2018 AD29
- (739598) 2018 AH40
- (739599) 2018 AJ40
- (739600) 2018 AU44
- (739601) 2018 AN54
- (739602) 2018 BR2
- (739603) 2018 BV5
- (739604) 2018 BN7
- (739605) 2018 BB8
- (739606) 2018 BC9
- (739607) 2018 BK9
- (739608) 2018 BX11
- (739609) 2018 BZ15
- (739610) 2018 BT18
- (739611) 2018 BQ19
- (739612) 2018 BP21
- (739613) 2018 BD24
- (739614) 2018 BN30
- (739615) 2018 CP1
- (739616) 2018 CB4
- (739617) 2018 CA5
- (739618) 2018 CN8
- (739619) 2018 CU8
- (739620) 2018 CQ9
- (739621) 2018 CR9
- (739622) 2018 CM10
- (739623) 2018 CS10
- (739624) 2018 CE11
- (739625) 2018 CT15
- (739626) 2018 CA16
- (739627) 2018 CZ19
- (739628) 2018 CJ21
- (739629) 2018 CL21
- (739630) 2018 CW21
- (739631) 2018 CZ21
- (739632) 2018 CC27
- (739633) 2018 DO2
- (739634) 2018 DW6
- (739635) 2018 DK7
- (739636) 2018 EK5
- (739637) 2018 EC6
- (739638) 2018 EU6
- (739639) 2018 EK7
- (739640) 2018 EK9
- (739641) 2018 FW8
- (739642) 2018 FJ14
- (739643) 2018 FK16
- (739644) 2018 FM19
- (739645) 2018 FT23
- (739646) 2018 FL25
- (739647) 2018 FU28
- (739648) 2018 FX29
- (739649) 2018 FG34
- (739650) 2018 FH34
- (739651) 2018 FA35
- (739652) 2018 FD39
- (739653) 2018 FU44
- (739654) 2018 FY45
- (739655) 2018 FN50
- (739656) 2018 FO50
- (739657) 2018 FS50
- (739658) 2018 GA3
- (739659) 2018 GU6
- (739660) 2018 GM7
- (739661) 2018 GE9
- (739662) 2018 GK9
- (739663) 2018 GJ10
- (739664) 2018 GR10
- (739665) 2018 GF11
- (739666) 2018 GS12
- (739667) 2018 GC16
- (739668) 2018 GR17
- (739669) 2018 GB18
- (739670) 2018 GM19
- (739671) 2018 GU22
- (739672) 2018 HN2
- (739673) 2018 JL4
- (739674) 2018 JW4
- (739675) 2018 KR1
- (739676) 2018 KV3
- (739677) 2018 KD4
- (739678) 2018 KX7
- (739679) 2018 LO
- (739680) 2018 LY1
- (739681) 2018 LJ2
- (739682) 2018 LN3
- (739683) 2018 LH9
- (739684) 2018 LF10
- (739685) 2018 LT14
- (739686) 2018 LD22
- (739687) 2018 LU29
- (739688) 2018 LR48
- (739689) 2018 MT1
- (739690) 2018 MJ2
- (739691) 2018 MH3
- (739692) 2018 MX20
- (739693) 2018 NY4
- (739694) 2018 NA5
- (739695) 2018 NS6
- (739696) 2018 NC7
- (739697) 2018 NO7
- (739698) 2018 NM13
- (739699) 2018 NY27
- (739700) 2018 NA35
- (739701) 2018 NB39
- (739702) 2018 PA
- (739703) 2018 PP1
- (739704) 2018 PA2
- (739705) 2018 PS6
- (739706) 2018 PD12
- (739707) 2018 PL15
- (739708) 2018 PE16
- (739709) 2018 PS27
- (739710) 2018 PH42
- (739711) 2018 PH43
- (739712) 2018 PL60
- (739713) 2018 PR64
- (739714) 2018 QM
- (739715) 2018 QO5
- (739716) 2018 QP5
- (739717) 2018 QY12
- (739718) 2018 RJ
- (739719) 2018 RN11
- (739720) 2018 RG14
- (739721) 2018 RW14
- (739722) 2018 RL19
- (739723) 2018 RA21
- (739724) 2018 RW21
- (739725) 2018 RF22
- (739726) 2018 RY22
- (739727) 2018 RG23
- (739728) 2018 RR23
- (739729) 2018 RM24
- (739730) 2018 RQ30
- (739731) 2018 RJ31
- (739732) 2018 RR31
- (739733) 2018 RW31
- (739734) 2018 RL33
- (739735) 2018 RO33
- (739736) 2018 RU33
- (739737) 2018 RU34
- (739738) 2018 RH35
- (739739) 2018 RJ38
- (739740) 2018 RS48
- (739741) 2018 RT48
- (739742) 2018 RD55
- (739743) 2018 RG56
- (739744) 2018 RK57
- (739745) 2018 RG62
- (739746) 2018 SZ1
- (739747) 2018 SN5
- (739748) 2018 SO6
- (739749) 2018 SJ8
- (739750) 2018 SP9
- (739751) 2018 SH10
- (739752) 2018 SW10
- (739753) 2018 SE11
- (739754) 2018 SY11
- (739755) 2018 SV12
- (739756) 2018 SG13
- (739757) 2018 SJ13
- (739758) 2018 SK13
- (739759) 2018 SB17
- (739760) 2018 SO19
- (739761) 2018 TA10
- (739762) 2018 TS11
- (739763) 2018 TE12
- (739764) 2018 TC13
- (739765) 2018 TQ25
- (739766) 2018 TX25
- (739767) 2018 TB26
- (739768) 2018 TH29
- (739769) 2018 TE34
- (739770) 2018 TF34
- (739771) 2018 TG34
- (739772) 2018 TL36
- (739773) 2018 TQ44
- (739774) 2018 UE2
- (739775) 2018 UO2
- (739776) 2018 UU3
- (739777) 2018 UJ5
- (739778) 2018 UY6
- (739779) 2018 UP10
- (739780) 2018 UV10
- (739781) 2018 UE13
- (739782) 2018 UD26
- (739783) 2018 UB38
- (739784) 2018 UR41
- (739785) 2018 VS13
- (739786) 2018 VQ14
- (739787) 2018 VY19
- (739788) 2018 VB21
- (739789) 2018 VP23
- (739790) 2018 VF24
- (739791) 2018 VN25
- (739792) 2018 VJ31
- (739793) 2018 VN33
- (739794) 2018 VY34
- (739795) 2018 VH43
- (739796) 2018 VW43
- (739797) 2018 VT46
- (739798) 2018 VP51
- (739799) 2018 VX55
- (739800) 2018 VZ56
- (739801) 2018 VX63
- (739802) 2018 VO70
- (739803) 2018 VS70
- (739804) 2018 VY73
- (739805) 2018 VS75
- (739806) 2018 VK77
- (739807) 2018 VK79
- (739808) 2018 VR80
- (739809) 2018 VU82
- (739810) 2018 VE86
- (739811) 2018 VX86
- (739812) 2018 VS87
- (739813) 2018 VN93
- (739814) 2018 VD100
- (739815) 2018 VX102
- (739816) 2018 VB106
- (739817) 2018 VL107
- (739818) 2018 VB109
- (739819) 2018 VN109
- (739820) 2018 VG110
- (739821) 2018 VY110
- (739822) 2018 VM111
- (739823) 2018 VM112
- (739824) 2018 VB122
- (739825) 2018 VD122
- (739826) 2018 VH122
- (739827) 2018 VT122
- (739828) 2018 VW122
- (739829) 2018 VE123
- (739830) 2018 VF128
- (739831) 2018 VP128
- (739832) 2018 VY138
- (739833) 2018 VX139
- (739834) 2018 VV140
- (739835) 2018 VB141
- (739836) 2018 WH5
- (739837) 2018 WF13
- (739838) 2018 XD8
- (739839) 2018 XS8
- (739840) 2018 XG15
- (739841) 2018 XC16
- (739842) 2018 XA18
- (739843) 2018 XB18
- (739844) 2018 XH18
- (739845) 2018 XR28
- (739846) 2019 AY18
- (739847) 2019 AL20
- (739848) 2019 AY21
- (739849) 2019 AT22
- (739850) 2019 AW24
- (739851) 2019 AA25
- (739852) 2019 AJ25
- (739853) 2019 AZ25
- (739854) 2019 AJ26
- (739855) 2019 AN27
- (739856) 2019 AZ28
- (739857) 2019 AG30
- (739858) 2019 AD31
- (739859) 2019 AR31
- (739860) 2019 AZ34
- (739861) 2019 AB36
- (739862) 2019 AP36
- (739863) 2019 AU36
- (739864) 2019 AZ36
- (739865) 2019 AE38
- (739866) 2019 AF39
- (739867) 2019 AJ43
- (739868) 2019 AL43
- (739869) 2019 AH44
- (739870) 2019 AP44
- (739871) 2019 AA52
- (739872) 2019 AC55
- (739873) 2019 AK55
- (739874) 2019 AJ59
- (739875) 2019 AM61
- (739876) 2019 AF62
- (739877) 2019 AZ81
- (739878) 2019 AJ91
- (739879) 2019 AR91
- (739880) 2019 BL5
- (739881) 2019 BB7
- (739882) 2019 BO10
- (739883) 2019 CT6
- (739884) 2019 CY7
- (739885) 2019 CN10
- (739886) 2019 CK13
- (739887) 2019 CR26
- (739888) 2019 EV
- (739889) 2019 FB4
- (739890) 2019 FD4
- (739891) 2019 FX4
- (739892) 2019 FG18
- (739893) 2019 FG20
- (739894) 2019 GT6
- (739895) 2019 GA7
- (739896) 2019 GQ7
- (739897) 2019 GW7
- (739898) 2019 GX7
- (739899) 2019 GH8
- (739900) 2019 GP8
- (739901) 2019 GP9
- (739902) 2019 GU13
- (739903) 2019 GX16
- (739904) 2019 GL35
- (739905) 2019 GY48
- (739906) 2019 GZ49
- (739907) 2019 GF50
- (739908) 2019 GM50
- (739909) 2019 GR50
- (739910) 2019 GR52
- (739911) 2019 GP56
- (739912) 2019 GH58
- (739913) 2019 GN58
- (739914) 2019 GO58
- (739915) 2019 GW69
- (739916) 2019 GL73
- (739917) 2019 GY101
- (739918) 2019 GP114
- (739919) 2019 GW124
- (739920) 2019 GW177
- (739921) 2019 HX
- (739922) 2019 HZ
- (739923) 2019 HD3
- (739924) 2019 HD5
- (739925) 2019 JZ5
- (739926) 2019 JQ9
- (739927) 2019 JD13
- (739928) 2019 JK16
- (739929) 2019 JM16
- (739930) 2019 JF24
- (739931) 2019 JA59
- (739932) 2019 JY61
- (739933) 2019 JC62
- (739934) 2019 JD62
- (739935) 2019 JH63
- (739936) 2019 JL63
- (739937) 2019 JX65
- (739938) 2019 JS66
- (739939) 2019 JE75
- (739940) 2019 JW113
- (739941) 2019 KO3
- (739942) 2019 KS4
- (739943) 2019 KG5
- (739944) 2019 KA7
- (739945) 2019 KH9
- (739946) 2019 KR19
- (739947) 2019 KU19
- (739948) 2019 KW19
- (739949) 2019 KH26
- (739950) 2019 KB29
- (739951) 2019 LH
- (739952) 2019 MA1
- (739953) 2019 MK3
- (739954) 2019 MS11
- (739955) 2019 MX11
- (739956) 2019 ML18
- (739957) 2019 MR18
- (739958) 2019 MY18
- (739959) 2019 MN28
- (739960) 2019 NX
- (739961) 2019 NN27
- (739962) 2019 NK30
- (739963) 2019 NL35
- (739964) 2019 NG37
- (739965) 2019 NG38
- (739966) 2019 NP38
- (739967) 2019 NN51
- (739968) 2019 NZ58
- (739969) 2019 NP64
- (739970) 2019 NQ64
- (739971) 2019 NE78
- (739972) 2019 NJ78
- (739973) 2019 NL80
- (739974) 2019 NK82
- (739975) 2019 NZ82
- (739976) 2019 NQ86
- (739977) 2019 OE3
- (739978) 2019 OK4
- (739979) 2019 OW8
- (739980) 2019 OA9
- (739981) 2019 OY12
- (739982) 2019 OM15
- (739983) 2019 OZ15
- (739984) 2019 OF18
- (739985) 2019 OP28
- (739986) 2019 OA39
- (739987) 2019 PJ7
- (739988) 2019 PP7
- (739989) 2019 PJ13
- (739990) 2019 PA20
- (739991) 2019 PQ28
- (739992) 2019 PS28
- (739993) 2019 PR65
- (739994) 2019 QK10
- (739995) 2019 QS10
- (739996) 2019 QM20
- (739997) 2019 RD17
- (739998) 2019 RG28
- (739999) 2019 RM28
- (740000) 2019 RR28